# فهرست واژگان فارسی در زبان‌های دیگر
فهرستی از وام‌واژه‌ها از زبان فارسی که در سایر زبان‌ها به کار رفته یا می‌رود. زبان فارسی درون زبان‌های هندواروپایی جای دارد و برخی از واژه‌های فارسی امروزی از زبان نیاهندواروپایی گرفته شده‌اند. در زبان فارسی برای ساختن واژه‌های نو از ریشه واژگان به گونه گسترده، از روش‌های واژه‌سازی مانند اشتقاق وندها و ترکیب‌ها بکار گرفته می‌شود.

## انگلیسی
فارسی و انگلیسی به عنوان دو زبان هندواروپایی واژگان بسیاری از زبان نیاهندواروپایی به ارث برده‌اند. بسیاری از این واژگانِ همانند شکل یکسانی نیز دارند ولی موضوع این مقاله تنها وام‌واژه‌هایی است که از فارسی به انگلیسی وارد شده‌اند، چه از راه مستقیم و چه از راه یک یا چند زبان میانجی.
بسیاری از واژه‌های با ریشهٔ فارسی از راه‌های گوناگونی به انگلیسی راه پیدا کرده‌اند. برخی از آن‌ها مانند پردیس (paradise) در دوران روابط فرهنگی میان ایرانیان و یونیان و رومیان باستان به زبان‌های یونانی و لاتین راه یافته و راه خود را تا انگلیسی ادامه داده‌اند. فارسی به عنوان زبان دوم جهان اسلام به بسیاری از زبان‌های جهان مسلمان‌نشین را برهمکنش گذاشته و واژه‌های آن وارد جهان اسلام شده‌اند.
ایران تا سدهٔ نوزدهم تا اندازه زیادی برای جهانگردان انگلیسی زبان پیدا نشده باقی‌مانده بود. جاده‌های زمینی تجاری‌ای که ایران و اروپا را بهم متصل می‌کرد از سرزمین‌هایی نامهربان با بیگانگان می‌گذشت و این جریان ایران را را از اروپا جدا نگاه می‌داشت. همچنین بازرگانی در بندرهای ایرانی خلیج فارس نیز در فرماندهی محلی‌ها بود. در مقابل فعالیت بازرگانان انگلیسی در بندرهای شرق مدیترانه سبب شد تا برخی واژه‌های در پیوند با فرهنگ عثمانی راه خود را به زبان انگلیسی باز کنند. از همین رو بسیاری از واژه‌های این فهرست هرچند از زبان فارسی هستند ولی از راه زبان میانجی ترکی عثمانی به انگلیسی آمدند.
بسیاری از واژه‌های فارسی-عربی هم به وسیله زبان اردو در دوران استعمار بریتانیا در هند وارد انگلیسی شدند؛ زیرا فارسی زبان جهانی و بین‌المللی هندوستان (پاکستان امروزی و شمال غربی هند امروزی) پیش از حکومت انگلیسی‌ها بود.
برخی واژه‌های فارسی نیز در دوران روابط فرهنگی مورها و مسیحیان در شبه‌جزیره ایبری در سده‌های میانه وارد زبان‌های اروپایی (و در بعضی موارد زبان انگلیسی) شدند و به همین روی از زبان عربی به عنوان زبان میانجی گذر کرده‌اند.

## اسپانیایی
این فهرستی از واژگان اسپانیایی است که از زبان‌های ایرانی فارسی و اوستایی ریشه می‌گیرند. برای مقداری از این واژگان ممکن است ریشه‌شناسی دیگری هم قائل شده باشند و ممکن است در فهرست واژگان اسپانیایی که از زبان‌های دیگر می‌آیند نیز دیده شوند.

## عربی
واژگان عربی با ریشه فارسی یا کلمات معرب از فارسی به کلماتی گفته می‌شود که در زبان و ادبیات عربی به کار گرفته می‌شوند اما ریشه فارسی دارند. هر واژه‌ای که در زبان عربی، ریشه و بُن عربی نداشته باشد به آن معرب (معربات) یا تعریب می‌گویند. تعریب آن است که کلمه‌ای غیرعربی را به شکل عربی درآورند؛ یا یا آن را به همان شکل اصلی بیان کنند.

## ترکی
زبان ترکی آذربایجانی شاید پس از زبان ازبکی دومین زبان از زبان‌های ترکی باشد که بیشترین برهمکنش و تأثیر را از فارسی گرفته است. این برهمکنش تأثیر بیشتر در واج‌شناسی، مجموعه واژگان و ساختار بوده است و به گونه کمتر در صرف این زبان بوده است. برهمکنش و تأثیر عناصر زبان‌های ایرانی بر آغوزی از آسیای میانه آغاز شده است.

## پیشوندها، پسوندها، قیدها و حروف ربط در ترکی
- و (با صدای O)[۲]

## قیدها
- همه
- هیچ[۳]
- هر[۴]
- همیشه (ترکی آذربایجانی)

## حروف ربط
- یا[۵]
- و یا[۶]
- اگر[۷]
- گرچه (Gerçi)[۸]
- مگر[۹]
- چونکه[۱۰]
- بلکه[۱۱]
- که[۱۲]
- هم[۱۳]
- همچنین (Həmçinin در ترکی آذربایجانی)

## پیشوندها
- بی
- هم[۱۴]
- نا[۱۵]

## پسوندها
- چه (ça)
- باز (در واژگانی مانند Sihirbaz به معنی تردست)
- دان (در واژگانی مانند Cüzdan به معنی کیف پول)
- ی (در واژگانی مانند Turuncu به معنی ترنجی/ به رنگ ترنج)
- کار (در واژگانی مانند Fedakâr به معنی فداکار)
- پرست (در واژگانی مانند Hayalperest به معنی خیال‌پرداز)
- ستان
- خانه- در واژگان بسیاری استفاده شده است (eczane,çamaşırhane,bimarhane,şeşhane,...)